# (5370) Taranis
(5370) Taranis ist ein Asteroid des Amor-Typs, der am 2. September 1986 von dem französischen Astronomen Alain Maury am Palomar-Observatorium (IAU-Code 675) entdeckt wurde. Er ist einer der seltenen Asteroiden, die eine 2:1 Bahnresonanz mit Jupiter aufweisen.
Der Asteroid ist nach dem keltischen Donnergott Taranis benannt.